# 萨曼莎·查尔顿
萨曼莎·查尔顿（英語：Samantha Charlton，1991年12月7日—），新西兰女子曲棍球运动员。她曾代表新西兰参加2014年和2018年英联邦运动会曲棍球比赛，获得一枚金牌和一枚铜牌。